# Zierlicher Blaupfeil

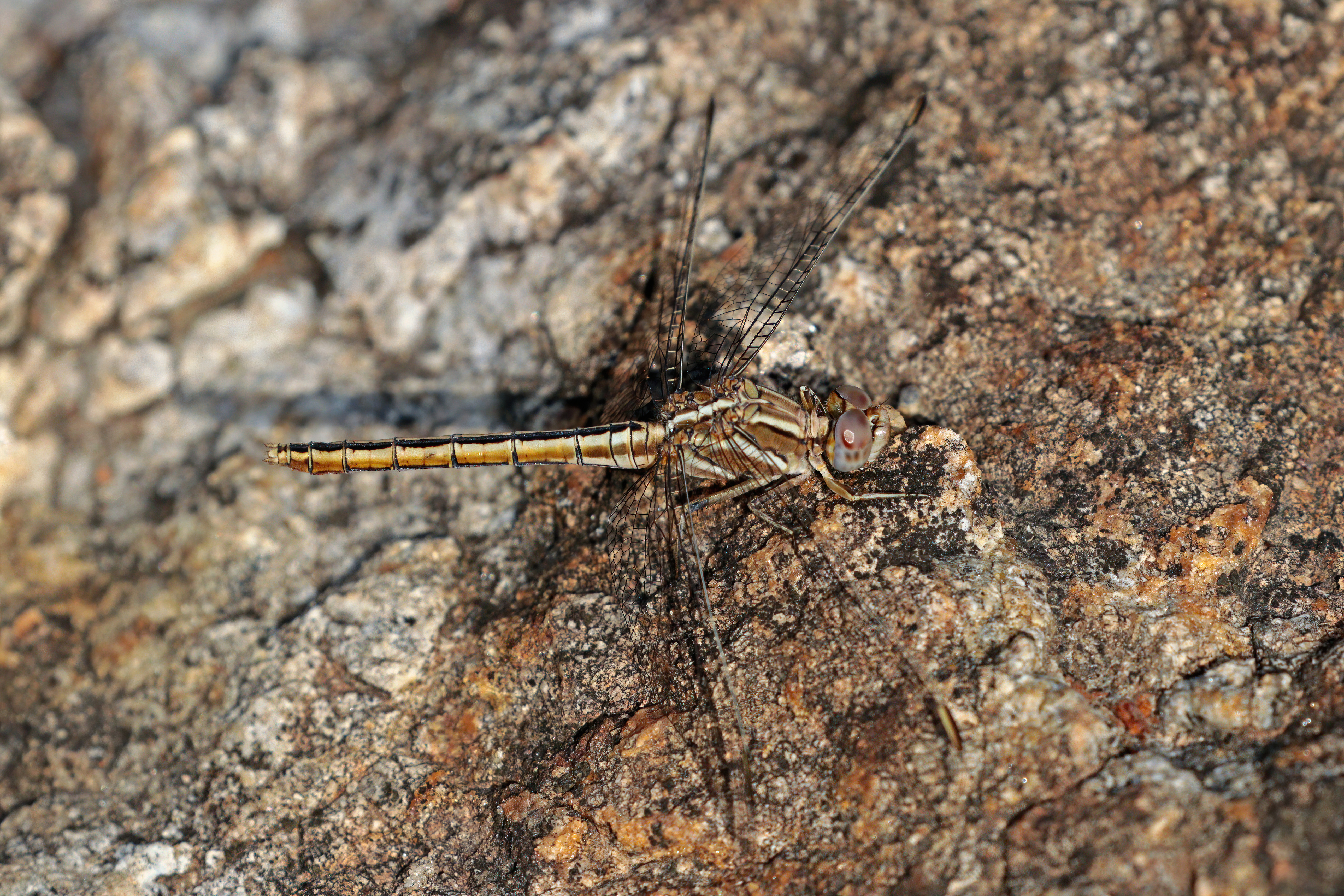
Zierlicher Blaupfeil (Orthetrum taeniolatum), Weibchen

Der Zierliche Blaupfeil (Orthetrum taeniolatum) ist eine Libelle der Familie der Segellibellen (Libellulidae). Seinen Namen trägt er aufgrund der Blaufärbung der ausgewachsenen Männchen und der geringen Körpergröße.

## Merkmale
Die Art erreicht eine Länge von 33 bis 38 mm bei Spannweiten zwischen 50 und 56 mm. Der Zierliche Blaupfeil ist damit die kleinste Blaupfeil-Art in Europa. Weibchen und junge Männchen sind gelblich-braun gefärbt mit einem schwarzen Streifen auf dem Abdomen, ausgewachsene Männchen sind durchgängig blau. Verwechslungsarten sind Südlicher Blaupfeil und Rahmstreif-Blaupfeil, die aber deutlich größer sind.

## Lebensweise
Der Zierliche Blaupfeil erreicht von Mai bis September sein Aktivitätsmaximum. Er besiedelt stehende und langsam fließende Bäche in Trockengebieten und heißen Ebenen. Wie andere Blaupfeile sitzen Libellen der Art oft auf Steinen am Ufer. Anders als andere Blaupfeile nimmt die Art bei Hitze die Obelisk-Stellung ein.

## Verbreitung
Die Art ist auf dem asiatischen Festland von Osteuropa bis China lokal weit verbreitet. Sie breitet sich, vermutlich aufgrund des Klimawandels, westwärts aus und hat die türkische Ägäisküste und einige griechische Inseln erreicht.